# Philippe Mercier (peintre allemand)
Pour les articles homonymes, voir Philippe Mercier et Mercier.
Philippe Mercier, né à Berlin en 1689 et mort à Londres, le 18 juillet 1760, est un peintre allemand de portrait et de genre qui fit une grande partie de sa carrière en Angleterre.

## Biographie
Fils d'un tapissier appartenant à une famille de huguenots réfugiés en Saint-Empire à la révocation de l’édit de Nantes, Mercier étudia son art à l’Académie des arts de Berlin et dans l’atelier d’Antoine Pesne. Après avoir visité la France et l’Italie, Mercier retourna en Allemagne. Le prince Frédéric de Galles, qui se trouvait dans le Hanovre, l’ayant chargé de faire son portrait, il s’en acquitta si bien que le prince voulut l’attacher à sa personne et l’emmena en Angleterre où il en fit son favori.
Durant les neuf années que dura sa faveur, Mercier peignit plusieurs des membres de la famille de Georges II, et, entre autres, les trois princesses aînées, dont les portraits furent gravés à la manière noire par John Faber. Après sa disgrâce, Mercier acheta un petit bien et se retira à la campagne ; mais il eut bientôt assez de la vie des champs, et retourna à Londres où il se mit à peindre des portraits et des intérieurs « dans la gracieuse manière qui lui est propre, dit Walpole, et quelquefois dans la manière de Watteau, manière dans laquelle on possède une eau-forte où il est représenté avec sa femme et deux de ses enfants. » De Londres, Mercier se rendit à York où il fut bien accueilli, puis il passa quelque temps au Portugal et en Irlande, et revint en Angleterre. Les autres circonstances de sa vie sont inconnues.
Outre Faber, plusieurs de ses tableaux ont été gravés, entre autres par Ardell, Avril, Heudelot, Houston, Simon, Watson, Wilson.

## Œuvres

### Peintures
- Conversation dans un parc, Musée des beaux-arts de Valenciennes
- La joueuse de guitare, Musée Jeanne d'Aboville de La Fère
- L’Escamoteur, Paris, Musée du Louvre, département des Peintures
- La Famille Burton ; dit aussi Scène d’intérieur à l’écureuil, Paris, Musée du Louvre, département des Peintures
- Le Jeune Dégustateur, Paris, Musée du Louvre, département des Peintures
- Portrait d’un officier anglais, Paris, Musée du Louvre, département des Peintures
- Joueur de cornemuse vers 1740, Musées de beaux-arts de Strasbourg

### Dessins[3]
- Portrait de femme, Musée des beaux-arts de Rennes
- Tête de femme, Musée des beaux-arts de Rennes

## Source
- E. Haag, La France protestante, t. VII, Paris, Joël Cherbuliez, 1857, p. 333.